# Дверной ограничитель

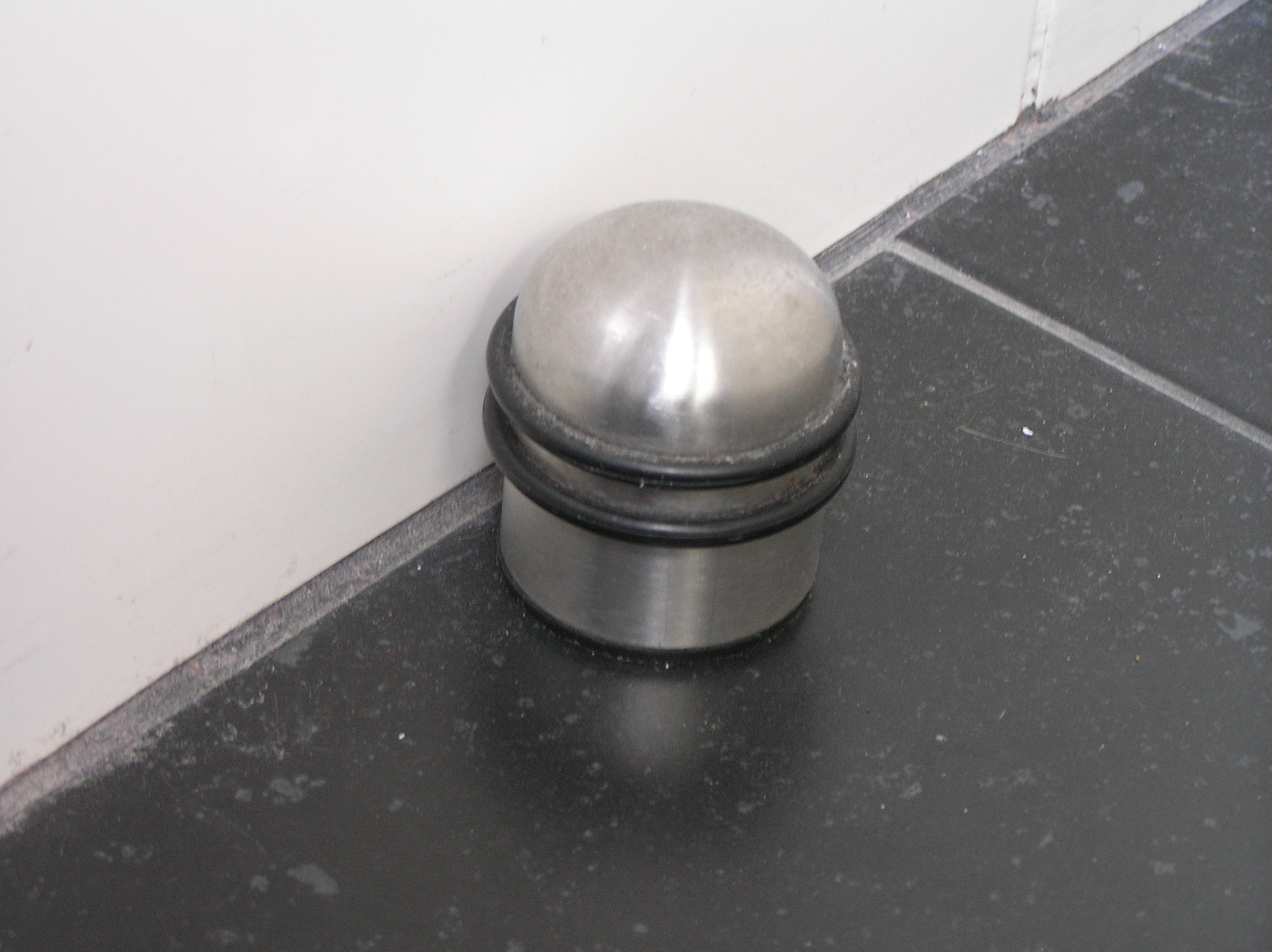
Передвижной дверной упор

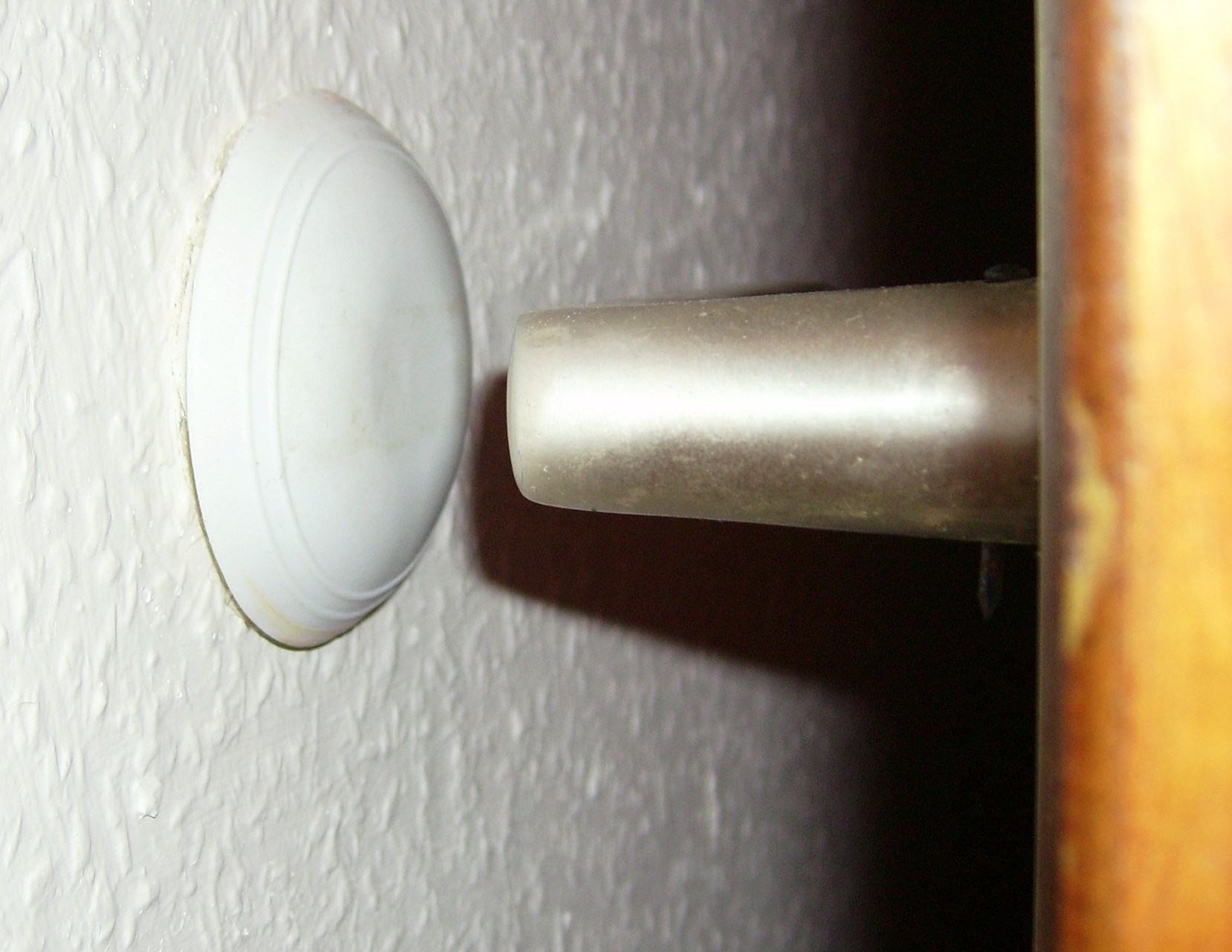
Настенный ограничитель открывания двери

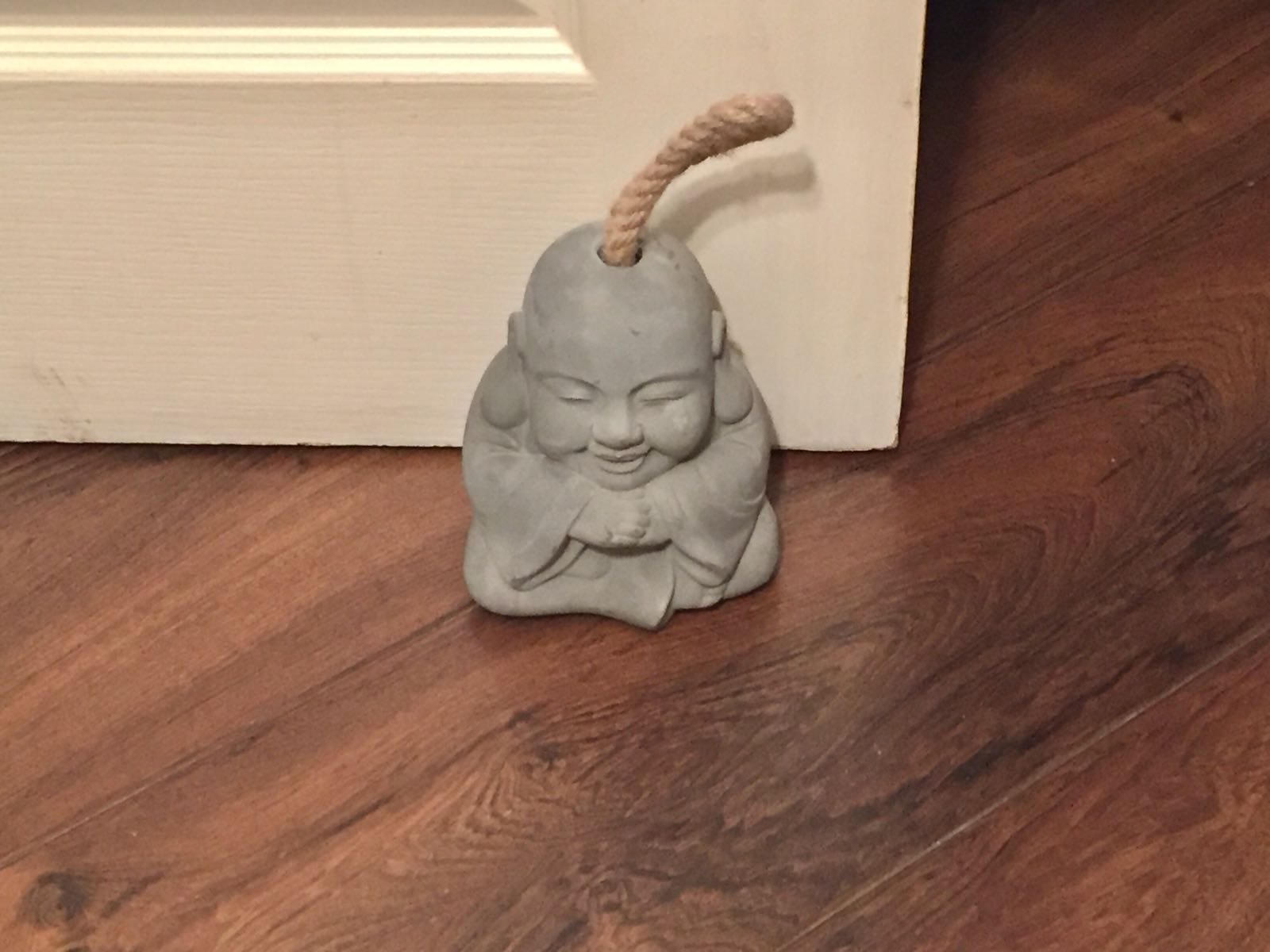
Декоративный напольный ограничитель открывания двери из бетона

Дверной ограничитель (также упор двери, останов двери, ограничитель открывания двери, дверной упор) — объект или устройство, ограничивающие движение двери, задерживающий дверь в одном положении либо останавливающий дверь от выхода за допустимые границы.
Дверной упор, установленный на стене или на полу поблизости стены, может предотвращать повреждение этой стены или предмета находящегося на стене (зеркала, картины, панно и т. п.) распахивающейся дверью, останавливая её.

## Виды ограничителей открывания двери
По месту установки ограничителя различают напольные, настенные или надверные; по принципу действия выделяют простые, механические, магнитные и вакуумные упоры; по месту контакта с дверью — ограничители для ручки, ограничители для полотна.

### Простые
- Напольный простой с креплением к полу. Распространенной простой формой дверного ограничителя является ограничитель из резины или пластика цилиндрической формы или в форме прямоугольной призмы, которые крепится к полу с помощью шурупа или винта.
- Напольный простой передвижной. Без крепления изготавливаются тяжелые напольные ограничители, в форме диска, статуэтки — как правило, из металла или камня. Они имеют снизу прорезиненое покрытие, и из-за большого веса плохо скользят, останавливая дверь мягким краем.

- Настенный простой для дверной ручки. В качестве ограничителя к стене могут наклеиваться простые пластиковые заглушки из вспененного пластика, чтобы с ним сталкивалась дверная ручка.
- Настенный простой для дверного полотна. Такие дверные ограничители представляют собой стержни, которые имеют глубину чуть большую чем глубина дверной ручки и заканчиваются резиновым амортизатором. Они малозаметны и менее травмоопасны, поскольку устанавливаются в верхней части двери. Такой тип дверного ограничителя используют когда у стены стоит мебель или есть риск повредить напольным ограничителем пол с подогревом.